# Стеријина награда за позоришну критику
Добитници Стеријине награде за позоришну критику Миодраг Кујунџић:

## Од 2011. до 2020.
- 2015.- "Ана Тасић" , за текст „Празна фешта претеривања”  поводом представе „Уображени болесник” Ж. Б. П. Молијера у режији Јагоша Марковића и продукцији Југословенског драмског позоришта.
- 2015.- "Александар Милосављевић" , за критику  представе  „Коштана”  објављену на Трећем програму Радио Београда.

## Од 2021. до 2030.
- 2021.- "Слободан Савић (критичар)" , награда за критику представе Густав је крив за све, редитеља Кокана Младеновића, у продукцији Позоришта „Деже Костолањи“ из Суботице. [2]